# Juan José Valiente
Juan José Valiente (Buenos Aires; 11 de diciembre de 1946-1 de febrero de 2015) fue un futbolista argentino que jugó de delantero.

## Clubes
| Club                 | País      | Año       |
| -------------------- | --------- | --------- |
| Arsenal de Llavallol | Argentina | 1964-1965 |
| C.A. Boca Juniors    | Argentina | 1966-1967 |
| C.A. Quilmes         | Argentina | 1968      |
| Santa Fe             | Colombia  | 1969      |
| C.A. Kimberley       | Argentina | 1970      |
| León F.C.            | México    | 1970-1972 |
| C.S.D. Jalisco       | México    | 1972-1973 |
| C.A. Talleres        | Argentina | 1974      |
| Unión Magdalena      | Colombia  | 1975      |
| América de Cali      | Colombia  | 1976      |

## Palmarés

### Títulos nacionales
| Título               | Equipo | País   | Año     |
| -------------------- | ------ | ------ | ------- |
| Copa México          | León   | México | 1970-71 |
| Campeón de Campeones | León   | México | 1970-71 |
| Copa México          | León   | México | 1971-72 |
| Campeón de Campeones | León   | México | 1971-72 |

### Distinciones individuales
| Distinción                        | Año     |
| --------------------------------- | ------- |
| Máximo goleador de la Copa México | 1970-71 |